# Скупштина у Топчидеру (1840)
Скупштина у Топчидеру је одржана 10—11. августа 1840.

## Скупштина у Топчидеру 1840.
Нереди у Србији нису престајали, иако су се главни уставобранитељски прваци налазили ван земље. Стање је било немирно; примери да порески обвезници ускраћују данак множили су ce; власти су тешко излазиле на крај са усталасаним народом. Ради тога је Кнез Михаило поново сазвао народну скупштину, и она се 10. августа састала у Топчидеру, код Кнежева конака. У једвдој беседи Кнез је пред скупштину изнео на решење многа питања која су се односила на безбедност и поредак и препоручио јој да донесе решења:
- 1 да се одустане од тога да се Кнез Милош сада врати у Србију;
- 2 да сваки Србин оне који агитују против управе и буне народ преда првом свом среском старешини;
- 3 да се данак одмах плати, a ко одрекне плаћање данка да се сматра као бунтовник;
- 4 да се као бунтовиици сматрају и они који иду у народ да га буне и наговарају под изговором да их је за то послао Кнез, влада или Савет;
- 5 да се верује само директним налозима Кнежевим, a и попечитељсмим ако су саображени пропиаима чл. 25 устава;
- 6 да се верује наређењима окружних начелника само ако су исправна, тј. кад их је премапотписао писар, или који члан начелничества;
- 7 среском старешини дужан је народ веровати, a ако у штогод сумња дужан је да пита окружно начелство;
- 8 да нико никога не сме апсити нити везати без заповести среског старешине;
- 9 кад неко има да се жали на службене органе, треба да се жали директно њмховим старешинама, a не сам да их веже и апси;
- 10 да се опрости свим оним лицима која су нешто на жао учинила Кнезу Милошу, ако нису отишла за Вучићем и осталим уставобранитељима.

Кнез Михаило је тражио да скупштина одговори да ли је споразумна с тим да се ове мере предузму. Овај Кнежев захтев био је претресан један дан, па је скупштина донела „обвезателство":
- 1 да се сваки онај који ради против законитога Кнеза Михаила, било делом или словом, као издајник отечества сматра и смрћу казни;
- 2 да се строгом робијом казни сваки онај који би покушао да тајном преписком, или тајним договором, опорочава садашњу власт, или покуша да закони поредак било чиме наруши;
- 3 исто тако да се казни строгом робијом онај који се ухвати да народ одговара од плаћања данка;
- 4 да се равном мером казни сваки онај који ровари, који се ухвати да тајно шапуће „о нарушенију досадашњег поретка“, или ко покуша да заобиђе закониту власт, па другом коме иде на тужбу или жалбу;
- 5 да се ови закључци имају унети у будући криминални законик.

Обавезавши се да ће дејствовати да се ови закључци спроводе, „сви за једнога a један за све“, скупштинари су се разишли, пошто су и потписима својим потврдили горње „обвезателство“.
Чланови Савета, као и сви министри, потврдили су горње закључке скупштине, и они су после кнежеве санкције ступили на снагу.